# Os, Innlandet
Os este o comună din provincia Innlandet, Norvegia.